# Adam Kawa
Adam Kawa (ur. 28 października 1942 we Lwowie, na Zamarstynowie, zm. 21 sierpnia 2023 w Krakowie) – polski poeta i autor tekstów piosenek, związany z Krakowem. Autor kilku tomików poetyckich, a także słów do piosenek, m.in. zespołu Dżamble.

## Biogram
Po zajęciu w 1944 Lwowa przez Związek Radziecki opuścił rodzinne miasto i wraz z rodzicami i zamieszkał w Krakowie. W latach sześćdziesiątych studiował filologię rosyjską, historię i filologię polską, zmieniając kierunki. W latach siedemdziesiątych i osiemdziesiątych pracował w Krajowej Agencji Wydawniczej w Krakowie.
Poetycko zadebiutował w 1960 r. na łamach „Głosu Nowej Huty”. W 1968 był współtwórcą i założycielem grupy poetyckiej „Teraz” (wspólnie m.in. z Józefem Baranem, Julianem Kornhauserem, Jerzym Kronholdem, Andrzejem Nowakiem, Jerzym Piątkowskim, Stanisławem Stabrą, i Adamem Zagajewskim). Był także autorem tekstów do piosenek zespołu Dżamble wydanych w 1971 na płycie Wołanie o słońce nad światem (Wymyśliłem ciebie oraz Opuść moje sny do muzyki Jerzego Horwatha, a także Wpatrzeni w siebie do muzyki Mariana Pawlika).
Pierwsza książka Sonety do Gienki ukazała się w 1973 r. w Wydawnictwie Literackim. Za książkę wyróżniony został przez Ministerstwo Kultury Stypendium Twórczym im. Tadeusza Borowskiego. Kolejne książki ukazały się po wielu latach poetyckiego milczenia. W 1999 ukazał się Rajski pies, w 2005 Sonety wieków ciemnych, a w 2009 r. Sonety polskie. Autor za tom Sonety polskie uhonorowany został Nagrodą Krakowska Książka Miesiąca Kwietnia 2009 przyznawaną przez Śródmiejski Ośrodek Kultury w Krakowie.
W 2022 został odznaczony Srebrnym Krzyżem Zasługi.